# Tutti Frutti Frozen Yogurt
Tutti Frutti Frozen Yogurt — крупнейшая международная сеть кафе замороженного йогурта, работающая по модели «self-service». Сеть была создана в 2008 году и насчитывает около 600 кафе по всему миру.

## История
Компания Tutti Frutti Frozen Yogurt была основана в 2008 году в США. В 2009 точки компании также открылись в Бразилии и Малайзии, а в 2010—2011 году — в ОАЭ и Великобритании. На российский рынок компания вышла в 2012 году.

## Деятельность компании
Сеть «Tutti Frutti» представлена в двух форматах: островная конструкция в торговых центрах и кафе с собственными посадочными местами. Модель «self-service» позволяет контролировать размер десерта и его наполнители, тем самым посетитель кафе может создать свой собственный десерт, смешивая вкусы. По словам представителей компании, такая модель обслуживания позволяет увеличить выручку на 20-25 %, понизить фонд оплаты труда на 15-20 % и обеспечить высокий средний чек.
Сеть широко распространена на территории США, Великобритании (Tutti Frutti United Kingdom) и ряде стран Азии (Naza).
Российское подразделение компании было основано в 2012 году. Первое кафе было открыто в Москве в ТРЦ «Рио» на Дмитровском шоссе. По состоянию на 2018 год, в России существует 34 точки продаж, а также 6 точек в Казахстане и по одной в Армении, Таджикистане и Украине. Держателем мастер-франшизы на территории РФ является компания ООО «Тутти Фрутти Лицензиар», которая развивает сеть как в России, так и странах СНГ и Балтии.
Во второй половине 2017 года в России Tutti Frutti Frozen Yogurt также запустили бренд Fresh Up — сеть кафе-баров свежевыжатых соков и detox-напитков.

## Продукция
Замороженный йогурт Tutti Frutti представляет собой низкокалорийный молочный продукт, содержащий белок, кальций и витамин С. В 100 г продукта содержится менее 1% жира и от 89 до 125 ккал. Ассортимент продукции и ингредиентов включает более 20 натуральных вкусовых основ для йогурта, смеси без содержания сахара, базовые смеси для смузи и различные вкусовые сиропы. 